# Alosa caspia caspia
Alosa caspia caspia is een ondersoort van de straalvinnige vissen uit de familie van de haringen (Clupeidae). Karl Eichwald beschreef de soort wetenschappelijk in 1838 als Clupea caspia, naar de Kaspische Zee waar ze werd aangetroffen.